# Javier Camuñas Gallego
Javier Camuñas Gallego (* 17. Juli 1980 in Madrid) ist ein spanischer Fußballspieler, der bei FC Villarreal in der spanischen Primera División spielt.

## Anfänge / Jugend
Javier Camuñas begann seine Karriere als Fußballer beim Madrider Amateurverein Club Atlético Pinto. Im Sommer 2000 wechselte er zum B-Team von Rayo Vallecano, ehe er im Sommer 2001 zum Madrider Vorstadtclub FC Getafe ging. Mit Getafe stieg er in die Segunda División als absoluter Stammspieler im Sturm auf – in dieser Saison erzielte er neun Tore. Für die Saison 2002/2003 kehrte Javier Camuñas zu seinem Ex-Club Rayo Vallecano zurück, welches zwei Ligen höher und somit erstklassig spielte, was ihm jedoch kein Glück einbrachte. Er spielte selbst weniger als die Hälfte aller Spiele und seine Mannschaft stieg als Letzter sang- und klanglos ab.

## Profikarriere
Camuñas selbst zog es erneut fort – er schloss sich dem Zweitliga-Aufsteiger Ciudad de Murcia an. Erstmals konnte er mit acht Saisontoren auch im Profifußball auf sich aufmerksam machen. Er verließ nach nur einer Saison das abstiegsgefährdete Team aus Murcia und unterschrieb einen Vertrag bei den Andalusiern von Deportivo Xerez. Nach drei verpassten Anläufen aufzusteigen wechselte Camuñas im Sommer 2007 zum Erstligisten Recreativo Huelva. Dort wurde er auf Anhieb Leistungsträger, so dass er bis zum 27. Spieltag jedes Spiel bestritt. Im Sommer 2009 wechselte er zu CA Osasuna.

## Erfolge
- 2001/02 – Aufstieg in die Segunda División mit dem FC Getafe
- 2005/06 – Aufstieg in die Primera División mit Recreativo Huelva